# Skajtetjärnen
Skajtetjärnen är en sjö i Bodens kommun i Norrbotten och ingår i Råneälvens huvudavrinningsområde. Skajtetjärnen ligger i Råneälven Natura 2000-område.